# Peter Marc Jacobson
Peter Marc Jacobson (27 de Outubro de 1957, Flushing, Queens, Nova Iorque) é um escritor, produtor, diretor e ator. Ele é mais conhecido como o cocriador da comédia popular The Nanny, que criou e escreveu com sua ex-mulher, Fran Drescher, que era a estrela da série.

## Vida pessoal
Peter e Fran casaram-se em 1978, quando tinham 21 anos. Mudaram para Los Angeles para começar suas carreiras. Em janeiro de 1985, dois ladrões invadiram o apartamento de Drescher e Jacobson, onde Jacobson foi agredido e obrigado a assistir o estupro de sua esposa.
Jacobson e Drescher divorciaram-se em 1999, depois de já estarem separados por alguns de anos. O casal não teve filhos. Ele assumiu sua homossexualidade para ela depois que o casamento terminou. O casal desenvolveu a série de televisão Happily Divorced, para a TV Land.

## Carreira

### Produtor
- What I Like About You (consultor de produção; 18 episódios, 2004–2005),  (coprodutor executivo; 16 episódios, 2005–2006)
- The Nanny (produtor executivo; 122 episódios, 1993–1999), (coprodutor executivo; 23 episódios, 1993–1994)
- Happily Divorced (2011)

### Escritor
- What I Like About You (5 episódios, 2004–2006)
- The Nanny (145 episódios, 1993–1999)
- Who's the Boss? (1984; número desconhecido de episódios)

### Ator
- Happily Divorced (1 episódio, 2011)
- The Nanny  (3 episódios, 1994–1999)
- Matlock  (2 episódios, 1990–1993)
- Beverly Hills, 90210 (1 episódio, 1991)
- Babes (1 episódio, 1991)
- Murphy Brown (1 episódio, 1990)
- Booker (1 episódio, 1990)

### Diretor
- The Nanny Reunion: A Nosh to Remember (2004)